# خط آی‌آرتی خیابان وایت پلینز
خط آی‌آرتی خیابان وایت پلینز (انگلیسی: IRT White Plains Road Line) یکی از خط‌های متروی نیویورک سیتی در بخش برانکس است.
این خط که در سال ۱۹۰۴ تأسیس شده دارای ۲۰ ایستگاه است. 

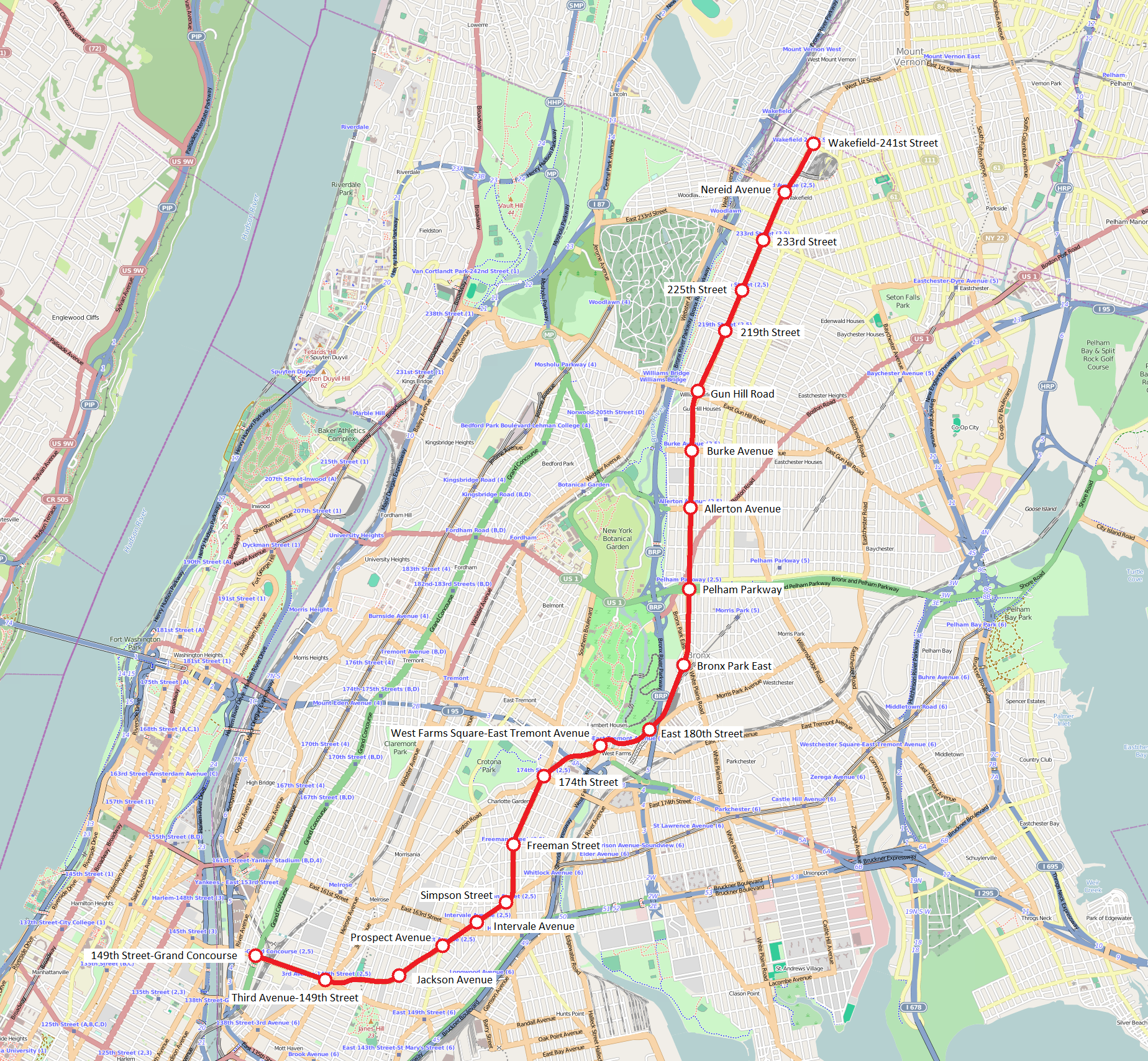
نقشه خط

## نگارخانه

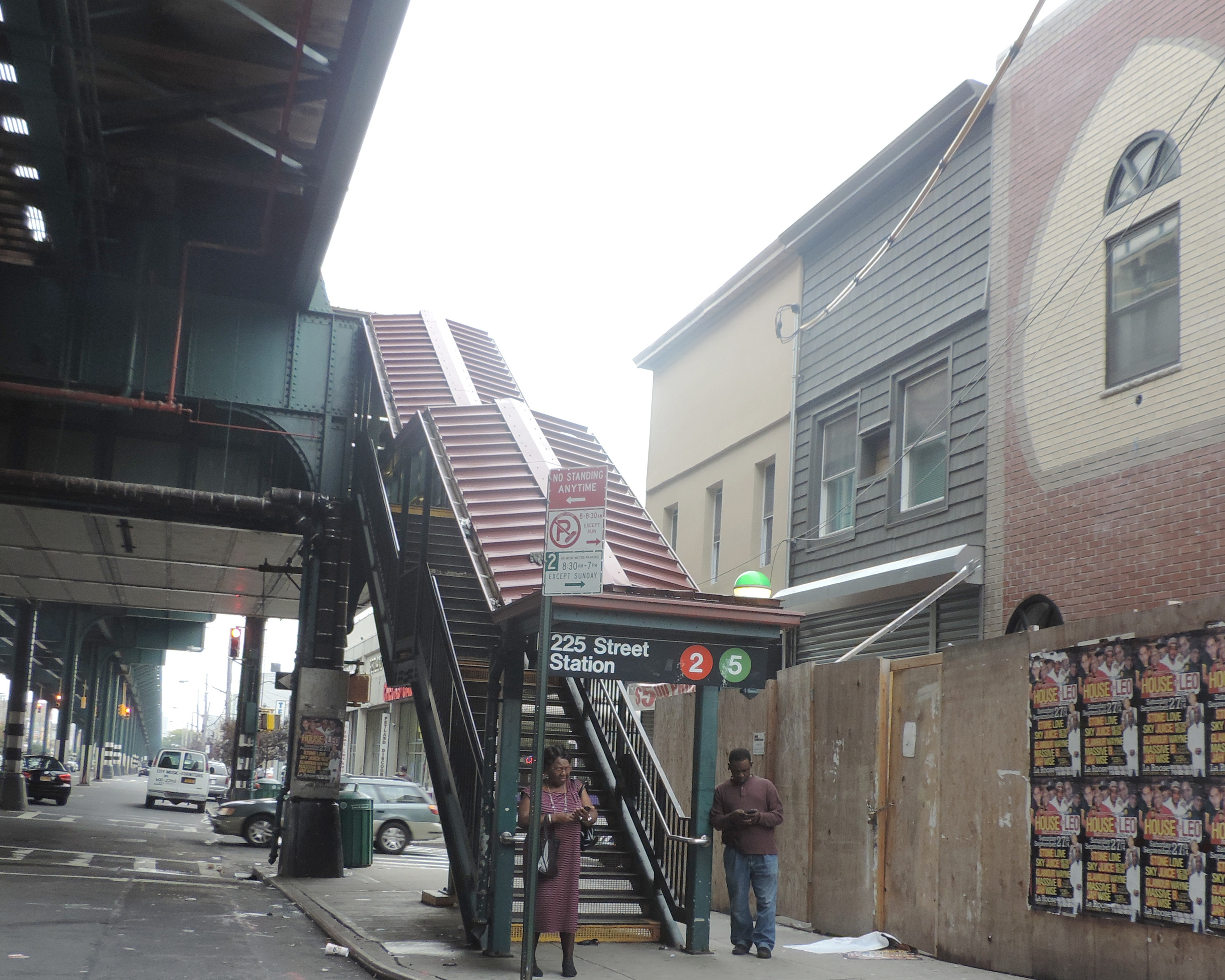
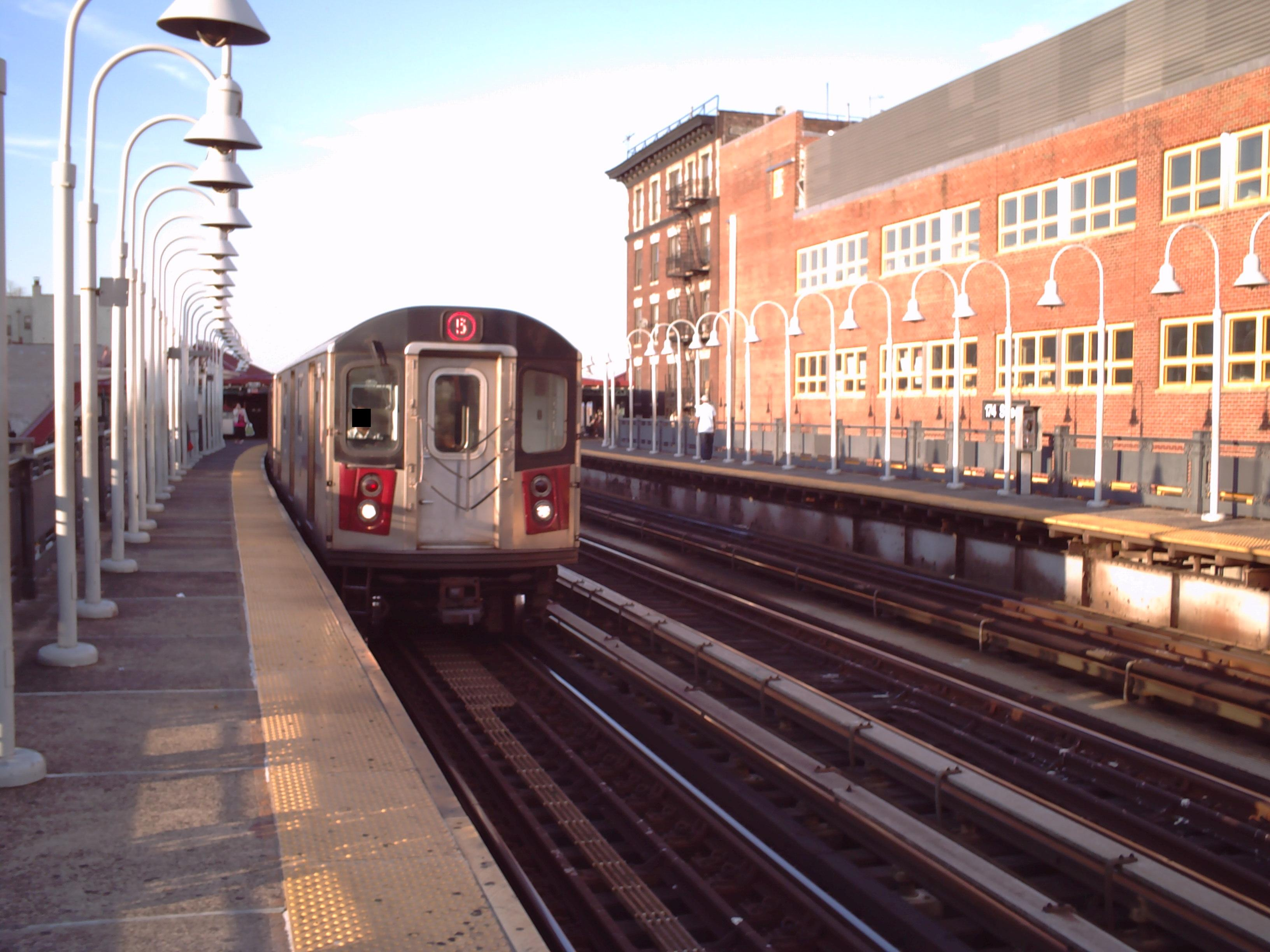
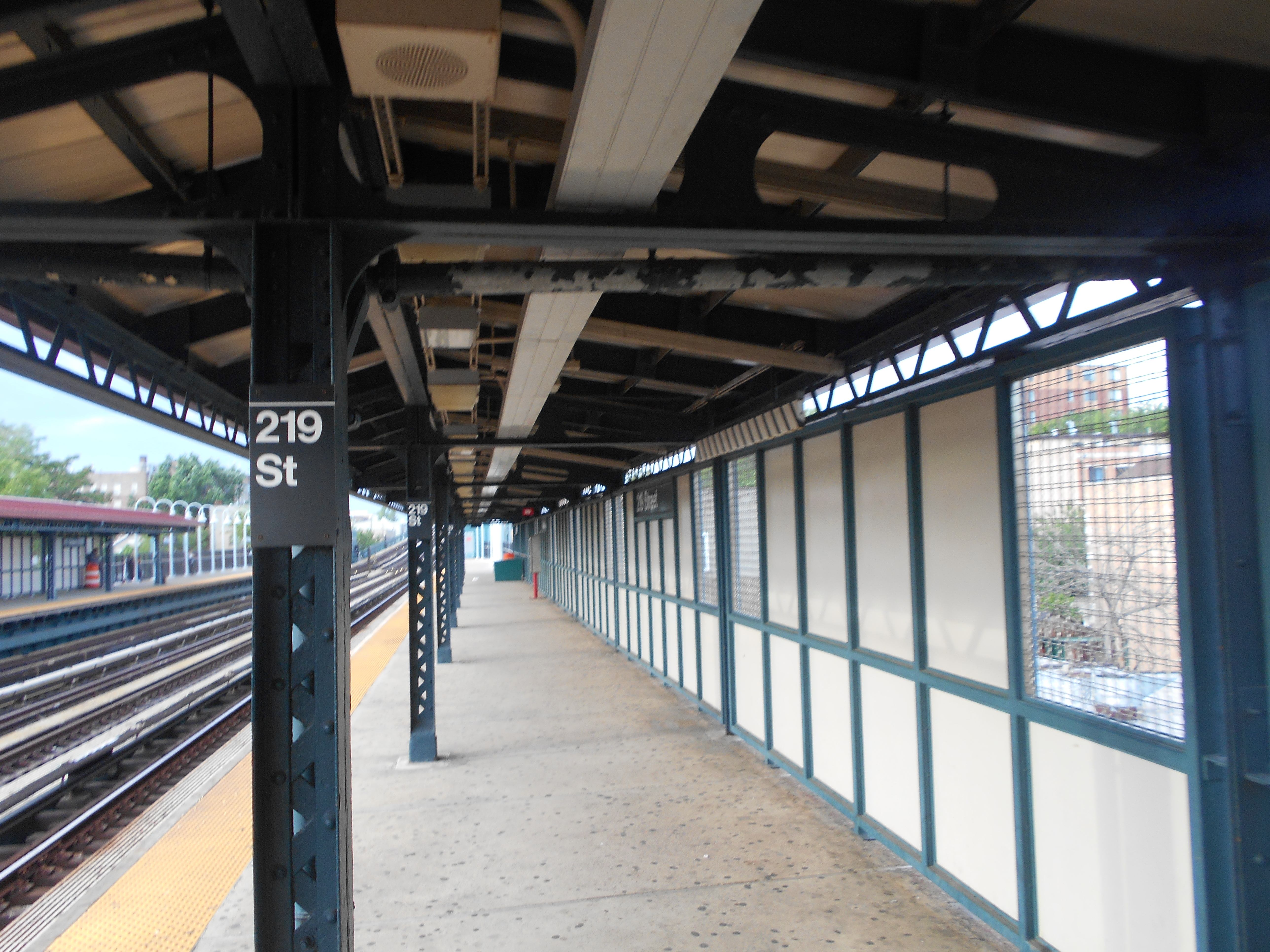
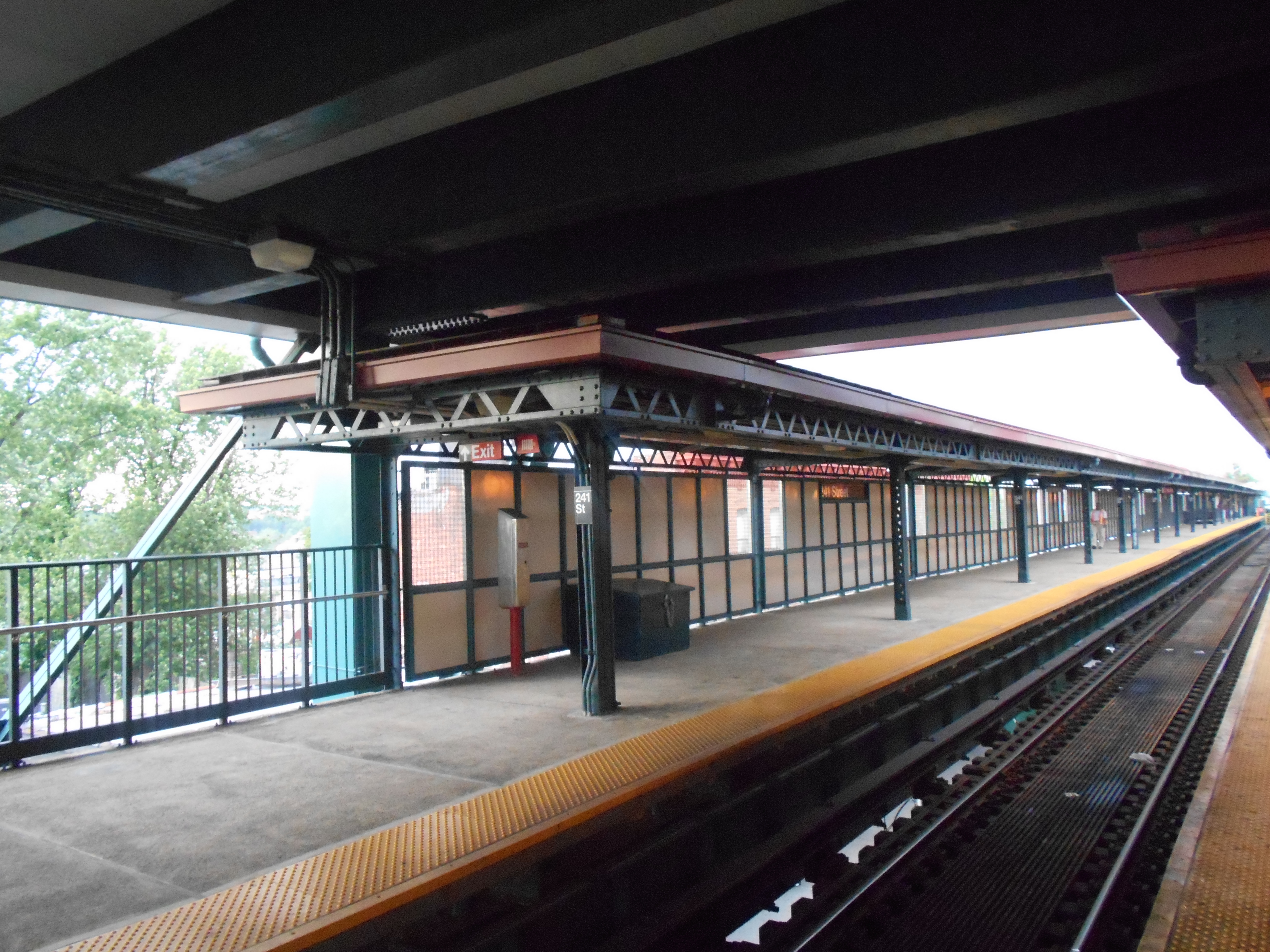